# Tapiraí, Minas Gerais
Tapiraí är en ort i Brasilien.   Den ligger i kommunen Tapiraí och delstaten Minas Gerais, i den sydöstra delen av landet, 500 km söder om huvudstaden Brasília. Tapiraí ligger 674 meter över havet och antalet invånare är 1 873.
Terrängen runt Tapiraí är platt åt sydost, men åt nordväst är den kuperad. Närmaste större samhälle är Bambuí, 13,9 km söder om Tapiraí.
Omgivningarna runt Tapiraí är huvudsakligen savann. Runt Tapiraí är det glesbefolkat, med 15 invånare per kvadratkilometer.